# Ère Daiji
L'ère Daiji (大治) est une des ères du Japon (年号, nengō, lit. « nom de l'année ») après l'ère Tenji et avant l'ère Tenshō. Cette ère couvre la période allant du mois de janvier 1126 au mois de janvier 1131. L'empereur régnant est Sutoku-tennō (崇徳天皇).

## Changement d'ère
- 25 janvier 1126 Daiji gannen (大治元年?) : Le nom de la nouvelle ère est créé pour marquer un événement ou une série d'événements. L'ère précédente se termine là où commence la nouvelle, en Tenji 3, le 22e jour du1re mois de 1126[3].

## Événements de l'ère Daiji
- 1128 (Daiji 3, durant le 3e mois) : Taiken-mon In ordonne la construction du Enshō-ji en accomplissement d'un vœu sacré[4]. C'est l'un d'une série de « temples des vœux sacrés » (gogan-ji) construits sur commande impériale suivant un précédent établi par l'empereur Shirakawa, qui a fondé et développé le complexe du Hosshō-ji[5].
- 1128 (Daiji 3, 6e mois): Fujiwara Tadamichi est relevé de ses responsabilités et devoirs de régent sesshō puis est nommé simultanément nommé régent kampaku[4]
- July 24, 1129 (Daiji 4, 7e jour du 7e mois) : L'ancien empereur Shirakawa meurt à l'âge de 77 ans[3].

| Daiji     | 1re  | 2e   | 3e   | 4e   | 5e   | 6e   |
| Grégorien | 1126 | 1127 | 1128 | 1129 | 1130 | 1131 |